# Cerovo (Ražanj)
Pour les articles homonymes, voir Cerovo.
Cerovo (en serbe cyrillique : Церово) est un village de Serbie situé dans la municipalité de Ražanj, district de Nišava. Au recensement de 2011, il comptait 49 habitants.

## Démographie
| 1948 | 1953 | 1961 | 1971 | 1981 | 1991 | 2002 | 2011 | 2022 |
| ---- | ---- | ---- | ---- | ---- | ---- | ---- | ---- | ---- |
| 210  | 191  | 165  | 157  | 119  | 91   | 66   | 49   | 27   |

|  |